# Das neue Küchenlexikon
Das neue Küchenlexikon ist ein Werk des Autors Erhard Gorys (1926–2004) illustriert mit 40 ganzseitigen schwarzweißen Grafiken von Peter Schimmel.
Das Lexikon, häufig als Gorys bezeichnet, basiert auf Heimerans Küchenlexikon, welches der Autor 1975 veröffentlichte. Es enthält über 8.500 Stichwörter aus den Bereichen Lebensmittelkunde und Rezeptgeschichte und erhielt die Silbermedaille der Gastronomischen Akademie Deutschlands.
Es wurde im Deutschen Taschenbuch Verlag 1977–1992 als dtv-Küchen-Lexikon veröffentlicht, seit 1994 unter dem heutigen Titel: Das neue Küchenlexikon. Von Aachener Printen bis Zwischenrippenstück. verlegt. Nach einer Überarbeitung und Ergänzung im Oktober 2001 in der elften Auflage (Stand 2007) produziert.

## Bibliografie
- Erhard Gorys: Das neue Küchenlexikon. 11. Auflage. dtv, München 2007, ISBN 978-3-423-36245-0.